# Frukost på en främmande planet
Frukost på en främmande planet är en roman av Ulf Lundell, utgiven på Schultz förlag 24 september 2003. Lundell har själv sagt att boken "är en roman, eller i huvudsak en roman som bygger på minnen, tillbakablickar och dagboksanteckningar."